# Diversidad sexual en Miami

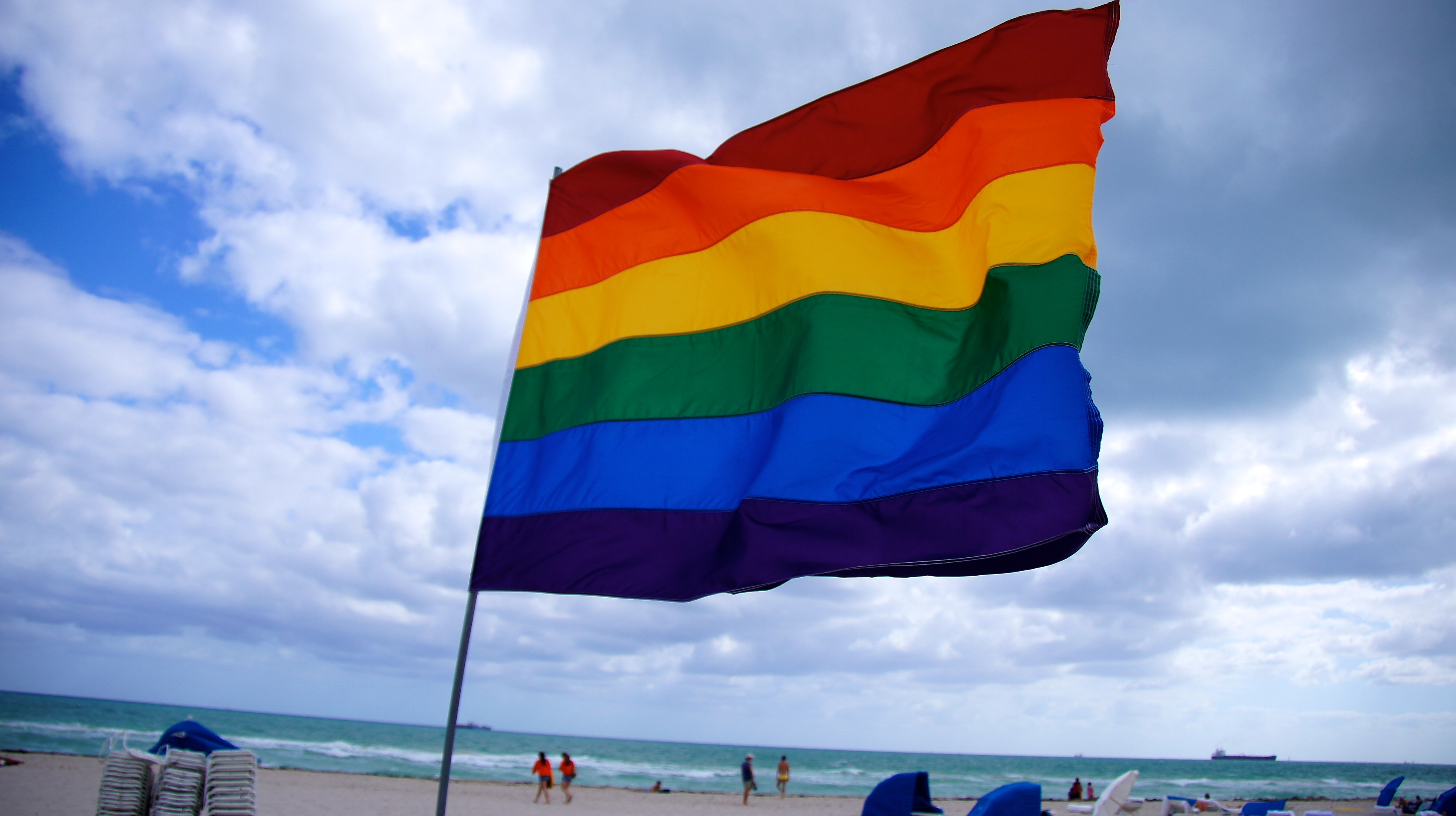
Bandera LGBT ondeando en Miami Beach

Miami tiene una de las comunidades LGBTQ más grandes y prominentes de los Estados Unidos. Miami ya tenía una vida nocturna gay en la década de 1930. Miami tiene un estatus actual como meca gay que atrae a más de un millón de visitantes LGBT al año. El área de Miami en su conjunto ha sido amigable con los homosexuales durante décadas y es uno de los pocos lugares donde la comunidad LGBTQ tiene su propia cámara de comercio, la Cámara de Comercio de Gais y Lesbianas de Miami-Dade (MDGLCC). En 2005, Miami albergaba aproximadamente 15 277 personas que se identificaban como homosexuales y bisexuales. Se estima que el área metropolitana de Miami tenía 183 346 residentes que se identificaban a sí mismos como parte de la comunidad LGBTQ.

## Historia
En 2009, la Unión Estadounidense por las Libertades Civiles (ACLU) comenzó a investigar casos en los que el Departamento de Policía de Miami Beach (MBPD) acosaba a hombres homosexuales. En febrero de 2010, la ACLU anunció que demandaría a la ciudad de Miami Beach por los continuos ataques y arrestos de hombres homosexuales en público. Según la ACLU, la policía de Miami Beach tiene un historial de arrestar a hombres homosexuales simplemente por parecer "demasiado homosexuales".
Los incidentes entre hombres homosexuales y MBPD supusieron una publicidad negativa para la ciudad. En la reunión con los líderes homosexuales locales, el jefe de policía de Miami Beach, Carlos Noriega, afirmó que los incidentes fueron aislados y prometió una mayor capacitación en diversidad para los agentes de policía. También anunció que pronto se reasignaría a una capitana, que es lesbiana, a Asuntos Internos para que se ocupara de las denuncias sobre policías acusados de acosar a homosexuales. Algunos miembros del comité se mostraron escépticos ante la afirmación de Noriega de que el caso reciente no era indicativo de un problema mayor en el MBPD y proporcionaron ejemplos de otros casos.

## Demografía y economía

### Población y concentración
En 2006, el Instituto Williams estima que Miami tiene 15 777 personas LGBT dentro de los límites de la ciudad y 183 346 en el área del Gran Miami.
Se estima que había 5131 parejas casadas del mismo sexo en Miami en 2015, según un estudio de 2018 sobre declaraciones de impuestos conjuntas realizado por el Tax Policy Center. Esta cifra representa el 0,92% de todos los matrimonios.
| Entidad geográfica          | Población LGBT | Densidad de individuos LGBT por milla cuadrada | Porcentaje de individuos LGBT |
| --------------------------- | -------------- | ---------------------------------------------- | ----------------------------- |
| Miami                       | 15,277         | 424,5                                          | 5,5 (2005)                    |
| Área metropolitana de Miami | 183,346        | 164,3                                          | 4,5                           |

## Barrios LGBT

### Miami Beach

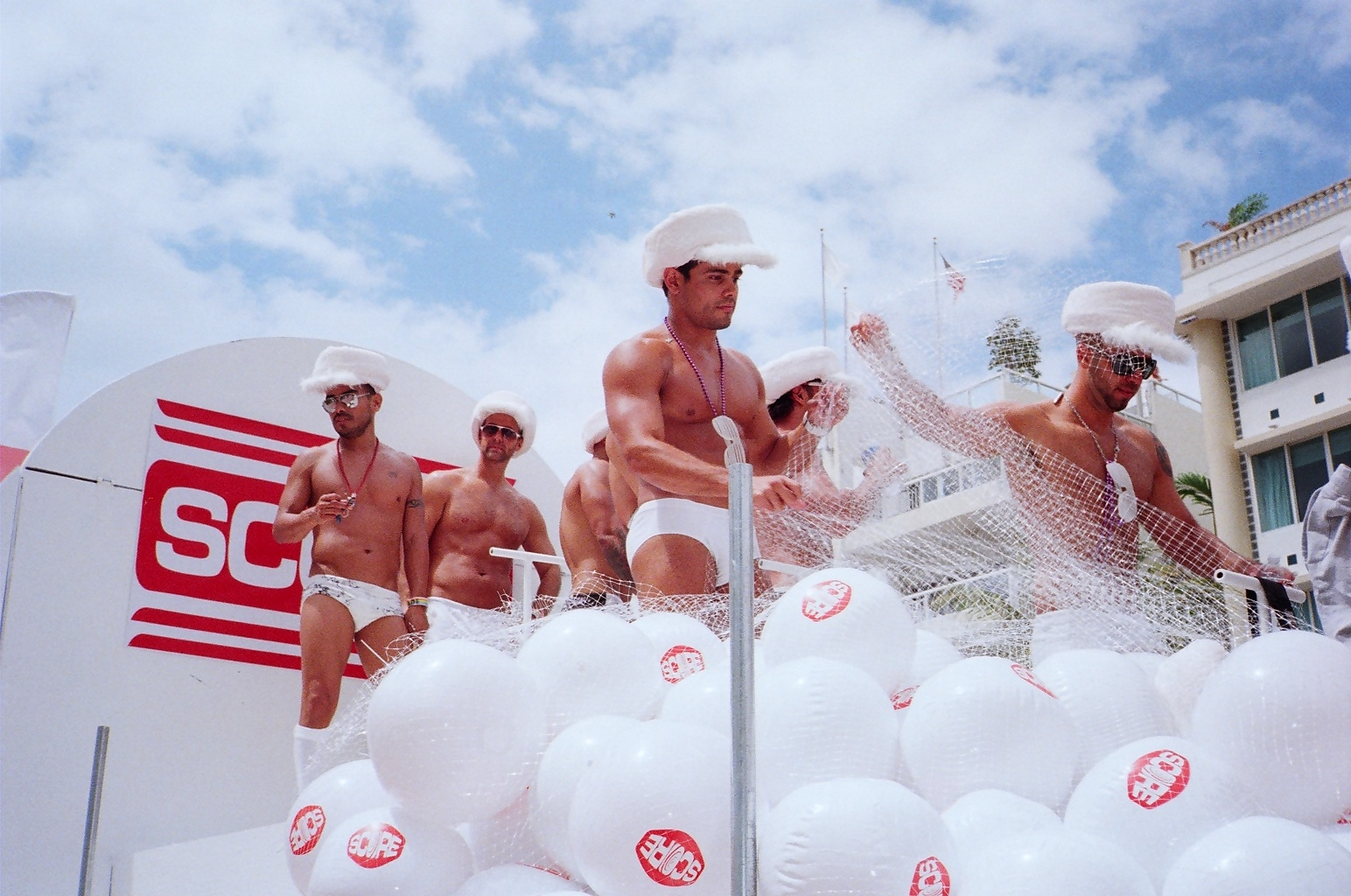
Bailarines en la Marcha del Orgullo de Miami de 2012

Después de décadas de declive económico y social, la afluencia de gais y lesbianas que se mudaron a South Beach entre finales de los 80 y mediados de los 90 llevó a la revitalización de Miami Beach. Los recién llegados compraron y restauraron hoteles y clubes Art Déco en ruinas, iniciaron numerosos negocios y acumularon poder político en el gobierno de la ciudad y el condado. Actualmente, muchos consideran que Miami Beach es la «Meca gay» debido a lo amigable que es la ciudad con las personas LGBTQ y la cantidad de eventos que ofrece la ciudad para la comunidad. Miami Beach alberga numerosos bares gay y eventos específicos para gais, y cinco organizaciones de servicios y recursos.

#### Conflictos en la década de 2000
A medida que South Beach se hizo más popular como destino turístico nacional e internacional, ha habido choques ocasionales entre culturas y disputas sobre si South Beach es tan "gay-friendly" como lo fue antes. Algunos casos de brutalidad policial de Miami Beach contra hombres homosexuales han hecho que se esté en desacuerdo con la antigua imagen de Miami Beach como un lugar acogedor para los homosexuales.

#### Historia moderna
La aprobación de leyes progresistas de derechos civiles, la elección de Matti Bower, abiertamente pro-gay, como alcaldesa de Miami Beach, y la introducción de la Celebración del Orgullo Gay de Miami Beach, han revitalizado la comunidad LGBT local en los últimos años, que según algunos había experimentado un declive a finales de la década de 2000.
En 2008, la nueva alcaldesa de Miami Beach, Matti Bower, creó un Comité Ad Hoc de Desarrollo de Negocios Gay, con la misión de presentar recomendaciones a la alcaldía y a la Comisión de la Ciudad sobre iniciativas que la ciudad debe implementar y apoyar en relación con una variedad de temas para garantizar el bienestar y el futuro de la comunidad LGBT de Miami Beach. En enero de 2010, Miami Beach aprobó una Ordenanza de Derechos Humanos revisada que fortalece la aplicación de las leyes de derechos humanos ya existentes y agrega protecciones para las personas transgénero, lo que convierte a las leyes de derechos humanos de Miami Beach en algunas de las más progresistas del estado. Tanto los residentes como los visitantes de Miami Beach han podido registrarse como parejas de hecho desde 2004; en 2008 este beneficio se extendió a todo el condado de Miami-Dade.
En 2010, la Cámara de Comercio para Gais y Lesbianas de Miami-Dade, con el apoyo de la ciudad de Miami Beach, abrió un Centro de Visitantes LGBT en el Antiguo Ayuntamiento de Miami Beach.
En 2014, Miami Beach obtuvo la puntuación más alta que cualquier otro municipio estadounidense en cuanto a inclusión LGBT, según un informe de 2014 publicado por Human Rights Campaign (HRC), el grupo de derechos LGBT más grande del país.
Sizzle Miami fue un importante evento del orgullo gay negro que se celebró en el área de Miami entre 2002 y 2022 cada fin de semana del Memorial Day. Aunque el evento estuvo dirigido principalmente a hombres homosexuales negros, incluyó a todos.

### Miami
Miami tiene una fuerte conexión histórica con numerosas comunidades étnicas de diversas regiones del mundo que consideran a Miami su hogar. A través del activismo y las artes, la comunidad LGBTQ de Miami tiene una larga trayectoria de liderar esfuerzos de restauración y revitalización en varias de las comunidades históricas de Miami. Como ciudad del condado de Miami-Dade, Miami puede beneficiarse de una ordenanza de derechos humanos para todo el condado que promueve la justicia y la igualdad de oportunidades en el empleo, la vivienda, las instalaciones públicas, las prácticas crediticias y financieras, la licencia familiar y la licencia por violencia doméstica. La discriminación basada en raza, color, religión, ascendencia, origen nacional, embarazo, edad, discapacidad, estado civil, estado familiar, condición de veterano, fuente de ingresos, orientación sexual e identidad o expresión de género es ilegal. La ciudad de Miami también prohíbe las llamadas "terapias de conversión".

### Wilton Manors
Wilton Manors es conocida como The Island City ("La Ciudad Isla"), porque está completamente rodeada de agua y es su propio municipio dentro del condado de Broward (Florida). En ella vive una considerable población LGBTQ, así como turistas de invierno, que frecuentan sus numerosos clubes nocturnos y negocios de propiedad gay a lo largo de la calle principal, Wilton Drive; El censo de EE. UU. de 2010 informó que ocupa el segundo lugar después de Provincetown (Massachusetts) en la proporción (15%) de parejas homosexuales en relación con la población total (parejas según lo informado en el censo de EE. UU. Contiene un gran Centro del Orgullo, el Centro Educativo y Museo Mundial del SIDA y una sucursal del Museo y Archivos Nacionales de Stonewall. El alcalde, Gary Resnick, se refiere en su biografía oficial a su pareja masculina.
La página web de la ciudad destaca la vida LGBTQ en Wilton Manors y afirma que "el Departamento de Policía de la ciudad de Wilton Manors lleva a cabo capacitación policial orientada a trabajar con la población LGBTQ de la ciudad y cuenta con agentes homosexuales y lesbianas entre sus filas". Todos los miembros de la comisión de la ciudad son LGBTQ, a excepción del vicealcalde Scott Newton.

## Organizaciones e instituciones comunitarias
SAVE y su brazo educativo, la Fundación SAVE, ayudan a crear conciencia sobre los derechos y protecciones de las personas de todas las orientaciones sexuales e identidades de género. El SAVE Action PAC respalda a los candidatos locales y estatales que buscan cargos públicos y que apoyan sus objetivos. A través de este proceso, educa a los candidatos sobre los problemas que afectan a la comunidad LGBTQ. Está ubicado en 4500 Biscayne Blvd en el barrio Allapattah de Miami.

## Cultura y ocio

### Orgullo de Miami Beach

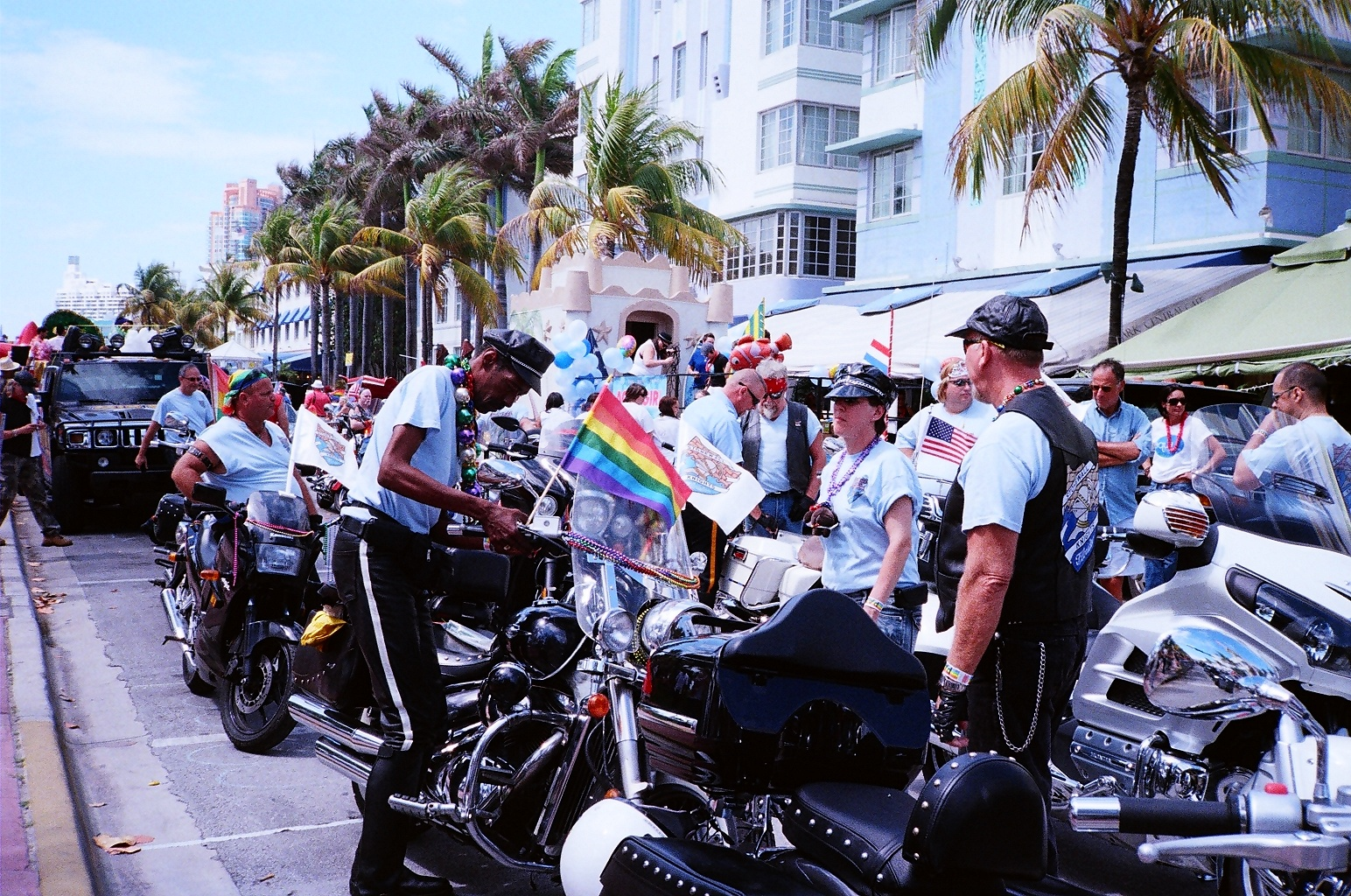
Motociclistas en Ocean Drive durante el Orgullo de Miami Beach

El Orgullo de Miami Beach es un evento anual de una semana de duración en Miami. La Marcha del Orgullo, el Festival del Orgullo y la fiesta en la playa son los eventos principales de la Semana del Orgullo en Miami Beach. Si bien fue una meca gay de las décadas de 1980 y 1990, Miami Beach nunca tuvo una Marcha del Orgullo Gay autorizada por la ciudad hasta abril de 2009. Con un fuerte apoyo de la recién elegida alcaldesa Matti Bower, Miami Beach tuvo su primer Festival del Orgullo Gay en abril de 2009, que ahora es un evento anual.
También ha atraído a muchas celebridades como Chaz Bono, Adam Lambert, Gloria Estefan, Mario López y Elvis Durán, quienes fueron Grandes Mariscales del fin de semana del Orgullo de 2012 a 2016, respectivamente.
El Orgullo de 2010 atrajo a decenas de miles de personas. En 2013 fueron más de 80 000 personas las que participaron en el evento. Hay más de 125 empresas que apoyan a la comunidad LGBTQ y patrocinan el Orgullo de Miami Beach.
En el Festival del Orgullo de 2015, la ciudad decidió conmemorar a dos "parejas heredadas" homosexuales que han estado juntas durante más de 50 años. Las dos parejas Frank Petrole y Mark Rudick que llevan 55 años juntos y Mary Maguire y Jackie Emmett que llevan 53 años juntos.
Miami Beach Pride celebró su décimo Festival anual del Orgullo Gay en 2018, un evento que continúa atrayendo a más de 130 000 personas cada año. Más de 125 vendedores amigables con la comunidad LGBTQ participan en las festividades junto con varias celebridades.

### Festival de Cine OutShine
El Festival de Cine OutShine (OutShine Film Festival) es un festival de cine internacional LGBTQ que se lleva a cabo cada abril en Miami y cada octubre en Ft. Lauderdale que presenta películas internacionales de estreno de alto calibre y eventos culturales. El Festival de Cine OutShine ha crecido hasta incluir ocho días de películas y presenta un "Premio Ángel" que honra a las personas que dedican su tiempo y energía a promover las artes cinematográficas LGBTQ.